# Aironi
Aironi (ital. Reiher) war eine italienische Rugby-Union-Mannschaft. Sie wurde 2010 gegründet und nahm an der internationalen Meisterschaft Pro12 teil. An diesem Franchise sind acht Vereine aus den Regionen Lombardei und Emilia-Romagna beteiligt, welche für Aironi Spieler zur Verfügung stellen. Ende der Saison 2011/12 wurde die Mannschaft wieder aufgelöst, da die Federazione Italiana Rugby ihr die Lizenz aus finanziellen Gründen entzog.

## Mitgliedsvereine und Stadien
Das Franchise war eine Kooperation von acht Rugbyvereinen, die wie folgt beteiligt waren:
- Rugby Viadana (54 %)
- Rugby Colorno (15 %)
- Gran Parma Rugby (10 %)
- Rugby Parma (10 %)
- Rugby Noceto FC (5 %)
- Rugby Mantova (2 %)
- Reggio (2 %)
- Modena (2 %)

Die Heimspiele von Aironi wurden in Viadana im Stadio Luigi Zaffanella, dem Heimstadion von Rugby Viadana, ausgetragen. Für besonders wichtige Spiele konnte auf das Stadio Giglio in Reggio nell’Emilia ausgewichen werden.

## Kader
Der Kader für die Saison 2011/2012: